# Villa Ramallo
Villa Ramallo is een plaats in het Argentijnse bestuurlijke gebied Ramallo in de provincie Buenos Aires. De plaats telt 10.052 inwoners.